# Asociace obranného a bezpečnostního průmyslu ČR
Asociace obranného a bezpečnostního průmyslu ČR (AOBP) je zájmové sdružení právnických osob, které se zabývají výzkumem, vývojem, výrobou, obchodem a marketingovými službami s vojenskou technikou a materiálem. Asociace sdružuje téměř 100 firem a prezentuje se jako nevládní, nezisková, nepolitická a neobchodní organizace.
Asociace prosazuje podnikatelské a obchodní zájmy svých členů v dialogu s Parlamentem ČR, ministerstvy a ostatními orgány státní správy. Členství je dobrovolné, o přijetí nového člena rozhoduje většinou hlasů valná hromada.
Jde o lobbyistickou organizaci jejímž cílem je prosazování zájmu svých členů, tedy firem obchodujících se zbraněmi a bezpečnostním materiálem..
Asociace byla založena v roce 1997 a od počátku sídlí v Praze, od roku 2011 je jejím prezidentem Jiří Hynek.

## Činnost
AOBP udržuje partnerské vztahy s profesními organizacemi jako je Hospodářská komora či Svaz průmyslu a dopravy, spolupracuje s vydavatelstvím MS Line na vydávání časopisu Czech Defence Industry & Security Review. AOBP je základním kontaktním místem pro obdobné zahraniční instituce[zdroj⁠?!] a pomáhá firmám z celého světa hledat v České republice vhodné partnery. Obdobně pak slouží českým výrobcům při vyhledávání zahraničních společností vhodných pro průmyslovou spolupráci. Podporuje úsilí firem českého obranného a bezpečnostního průmyslu pronikat na zahraniční trhy. V rámci svého postavení se podílí na proexportní politice České republiky a snaží se působit na orgány státní správy při prosazování exportních zájmů svých členů. Dále se aktivně podílí na podpoře výzkumných a vývojových aktivit členských podniků a napomáhá vytváření specializovaných skupin pro komplexní řešení jednotlivých úkolů. Zajišťuje výměnu informací o výběrových řízeních, veřejných zakázkách, nabídkách a poptávkách mezi státními institucemi a průmyslem.

## Mezinárodní spolupráce
Je členem Evropské asociace leteckého a obranného průmyslu (ASD) a podílí se na činnosti v Evropské obranné agentuře (EDA). V NATO se AOBP angažuje v rámci Poradní skupiny pro průmysl (NIAG) a podílí se na přípravě a realizaci konkrétních programů jako AEW & C, AGS a dalších. AOBP je také aktivní v oblasti vzdělávání, kde za pomoci evropských fondů organizovala školení v oblasti jakosti, standardizace a katalogizace v bezpečnostním sektoru a obranném průmyslu.